# الن درو
 اِلن درو (انگلیسی: Ellen Drew؛ ۲۳ نوامبر ۱۹۱۵ – ۳ دسامبر ۲۰۰۳) بازیگر، و مانکن (فرد) اهل ایالات متحده آمریکا بود.
از فیلم‌های وی می‌توان به تو و من، شمشیرزن و جاسوس محبوب من اشاره نمود.

## درگذشت
درو در 3 دسامبر 2003 در صحرای پالم کالیفرنیا بر اثر بیماری کبد در سن 89 سالگی درگذشت. او سوزانده شد و خاکسترش در دریا پراکنده شد.